# Rajd Cypru 1995
Rajd Cypru 1995 (23. Rothmans Cyprus Rally) – 23 edycja rajdu samochodowego Rajd Cypru rozgrywanego na Cyprze. Rozgrywany był od 22 do 24 września 1995 roku. Była to czterdziesta druga runda Rajdowych Mistrzostw Europy w roku 1995 (rajd miał najwyższy współczynnik - 20) oraz piąta runda Rajdowych Mistrzostw Cypru.

## Klasyfikacja rajdu
| Miejsce                      | Kierowca                     | Pilot                        | Samochód                     | Czas                         | Strata                       |                              |
| Klasyfikacja generalna i ERC | Klasyfikacja generalna i ERC | Klasyfikacja generalna i ERC | Klasyfikacja generalna i ERC | Klasyfikacja generalna i ERC | Klasyfikacja generalna i ERC | Klasyfikacja generalna i ERC |
| ---------------------------- | ---------------------------- | ---------------------------- | ---------------------------- | ---------------------------- | ---------------------------- | ---------------------------- |
| 1.                           | Maurice Sehnaoui             | Naji Stephan                 | Lancia Delta HF Integrale    | 6:40:13                      | 0.0                          |                              |
| 2.                           | Lenas Kleanthous             | Dimis Cacoyiannis            | Mitsubishi Lancer Evo II     | 6:47:04                      | +6:51                        |                              |
| 3.                           | Evgeniy Vasin                | Alexey Shchukin              | Opel Astra GSi 16V           | 6:49:30                      | +9:17                        |                              |
| 4.                           | Menelaos Melissas            | Georgios Alexandrou          | Mitsubishi Galant VR-4       | 6:52:29                      | +12:16                       |                              |
| 5.                           | Jean-Pierre Nasrallah        | Annick Peuvergne             | Lancia Delta HF Integrale    | 6:55:17                      | +15:04                       |                              |
| 6.                           | Floros Georgiou              | Costas Laos                  | Subaru Legacy RS             | 7:06:35                      | +26:22                       |                              |
| 7.                           | Marios Chrissanthou          | Dimitrios Demetriou          | Ford Escort RS Cosworth      | 7:08:18                      | +28:05                       |                              |
| 8.                           | Panikos Tricomitis           | S Georgiou                   | Mazda 323 4WD                | 7:16:58                      | +36:45                       |                              |
| 9.                           | Dinos Maschias               | Nicos Panayides              | Subaru Legacy RS             | 7:17:50                      | +37:37                       |                              |
| 10.                          | Lakis Parellis               | Panayiotis Shialos           | Opel Corsa GSi               | 7:18:39                      | +38:26                       |                              |
| Mistrzostwa Cypru            |                              |                              |                              |                              |                              |                              |
| 1.                           | Lenas Kleanthous             | Dimis Cacoyiannis            | Mitsubishi Lancer Evo II     | 6:47:04                      | 0:0                          |                              |
| 2.                           | Menelaos Melissas            | Georgios Alexandrou          | Mitsubishi Galant VR-4       | 6:52:29                      | +5:25                        |                              |
| 3.                           | Floros Georgiou              | Costas Laos                  | Subaru Legacy RS             | 7:06:35                      | +19:31                       |                              |
| 4.                           | Marios Chrissanthou          | Dimitrios Demetriou          | Ford Escort RS Cosworth      | 7:08:18                      | +21:14                       |                              |
| 5.                           | Panikos Tricomitis           | S Georgiou                   | Mazda 323 4WD                | 7:16:58                      | +29:54                       |                              |
| 6.                           | Dinos Maschias               | Nicos Panayides              | Subaru Legacy RS             | 7:17:50                      | +30:46                       |                              |
| 7.                           | Lakis Parellis               | Panayiotis Shialos           | Opel Corsa GSi               | 7:18:39                      | +31:35                       |                              |